# العلاقات الألمانية الموزمبيقية
العلاقات الألمانية الموزمبيقية هي العلاقات الثنائية التي تجمع بين ألمانيا وموزمبيق.

## مقارنة بين البلدين
هذه مقارنة عامة ومرجعية للدولتين:
| وجه المقارنة                                              | ألمانيا                                                                              | موزمبيق          |
| --------------------------------------------------------- | ------------------------------------------------------------------------------------ | ---------------- |
| المساحة (كم2)                                             | 357.41 ألف                                                                           | 801.59 ألف       |
| عدد السكان (نسمة)                                         | 81.29 مليون                                                                          | 29.67 مليون      |
| الكثافة السكانية (ن./كم²)                                 | 227.44                                                                               | 37.01            |
| العاصمة                                                   | بون، برلين                                                                           | مابوتو           |
| اللغة الرسمية                                             | اللغة الألمانية                                                                      | اللغة البرتغالية |
| العملة                                                    | يورو، مارك ألماني                                                                    | متكال موزمبيقي   |
| الناتج المحلي الإجمالي (بليون دولار)                      | 3.68 تريليون                                                                         | 12.33 مليار      |
| الناتج المحلي الإجمالي (تعادل القوة الشرائية) بليون دولار | 3.92 تريليون                                                                         | 33.35 مليار      |
| الناتج المحلي الإجمالي الاسمي للفرد دولار أمريكي          | 41.31 ألف                                                                            | 529              |
| الناتج المحلي الإجمالي للفرد دولار أمريكي                 | 46.40 ألف                                                                            | 1.13 ألف         |
| مؤشر التنمية البشرية                                      | 0.926                                                                                | 0.416            |
| رمز المكالمات الدولي                                      | +49                                                                                  | +258             |
| رمز الإنترنت                                              | .de                                                                                  | .mz              |
| المنطقة الزمنية                                           | توقيت وسط أوروبا، ت ع م+01:00، ت ع م+02:00، توقيت أوروبا الوسطى المعياري (ت غ م +1) ‏ | ت ع م+02:00      |

## مدن متوأمة
في ما يلي قائمة باتفاقيات التوأمة بين مدن ألمانية وموزمبيقية:
- ترتبط ليشتنبيرغ مع مابوتو باتفاقية توأمة منذ 2000.

## منظمات دولية مشتركة
يشترك البلدان في عضوية مجموعة من المنظمات الدولية، منها:
| علم المنظمة | اسم المنظمة                               | تاريخ انضمام ألمانيا | تاريخ انضمام موزمبيق |
| ----------- | ----------------------------------------- | -------------------- | -------------------- |
|             | مؤسسة التمويل الدولية                     | 20 يوليو 1956        | 24 سبتمبر 1984       |
|             | منظمة حظر الأسلحة الكيميائية              | 29 أبريل 1997        | ?                    |
|             | يونسكو                                    | 11 يوليو 1951        | 11 أكتوبر 1976       |
|             | البنك الإفريقي للتنمية                    | ?                    | ?                    |
|             | الأمم المتحدة                             | 18 سبتمبر 1973       | 16 سبتمبر 1975       |
|             | الاتحاد الدولي للاتصالات                  | 1866                 | 4 نوفمبر 1975        |
|             | منظمة الشرطة الجنائية الدولية             | ?                    | ?                    |
|             | البنك الدولي للإنشاء والتعمير             | 14 أغسطس 1952        | 24 سبتمبر 1984       |
|             | الاتحاد البريدي العالمي                   | 1 يوليو 1875         | ?                    |
|             | مؤسسة التنمية الدولية                     | 24 سبتمبر 1960       | 24 سبتمبر 1984       |
|             | منظمة التجارة العالمية                    | ?                    | ?                    |
|             | المنظمة الهيدروغرافية الدولية             | ?                    | ?                    |
|             | المركز الدولي لتسوية المنازعات الاستشارية | 18 مايو 1969         | 7 يوليو 1995         |
|             | وكالة ضمان الاستثمار متعدد الأطراف        | 12 أبريل 1988        | 23 نوفمبر 1994       |

## وصلات خارجية
- موقع وزارة الخارجية الألمانية
- موقع وزارة الخارجية الموزمبيقية